# Wydundra uluru
Wydundra uluru là một loài nhện trong họ Gnaphosidae.
Loài này thuộc chi Wydundra. Wydundra uluru được Norman I. Platnick & Barbara Baehr miêu tả năm 2006.